# Lasioglossum quadrinotatum
De Lasioglossum quadrinotatum (tên tiếng Anh: kleine bandgroefbij) là một loài Hymenoptera trong họ Halictidae. Loài này được Kirby mô tả khoa học năm 1802.